# Platycleis sepium
Platycleis sepium är en insektsart som först beskrevs av Yersin 1854.  Platycleis sepium ingår i släktet Platycleis och familjen vårtbitare. Inga underarter finns listade i Catalogue of Life.